# 글렌 길버티

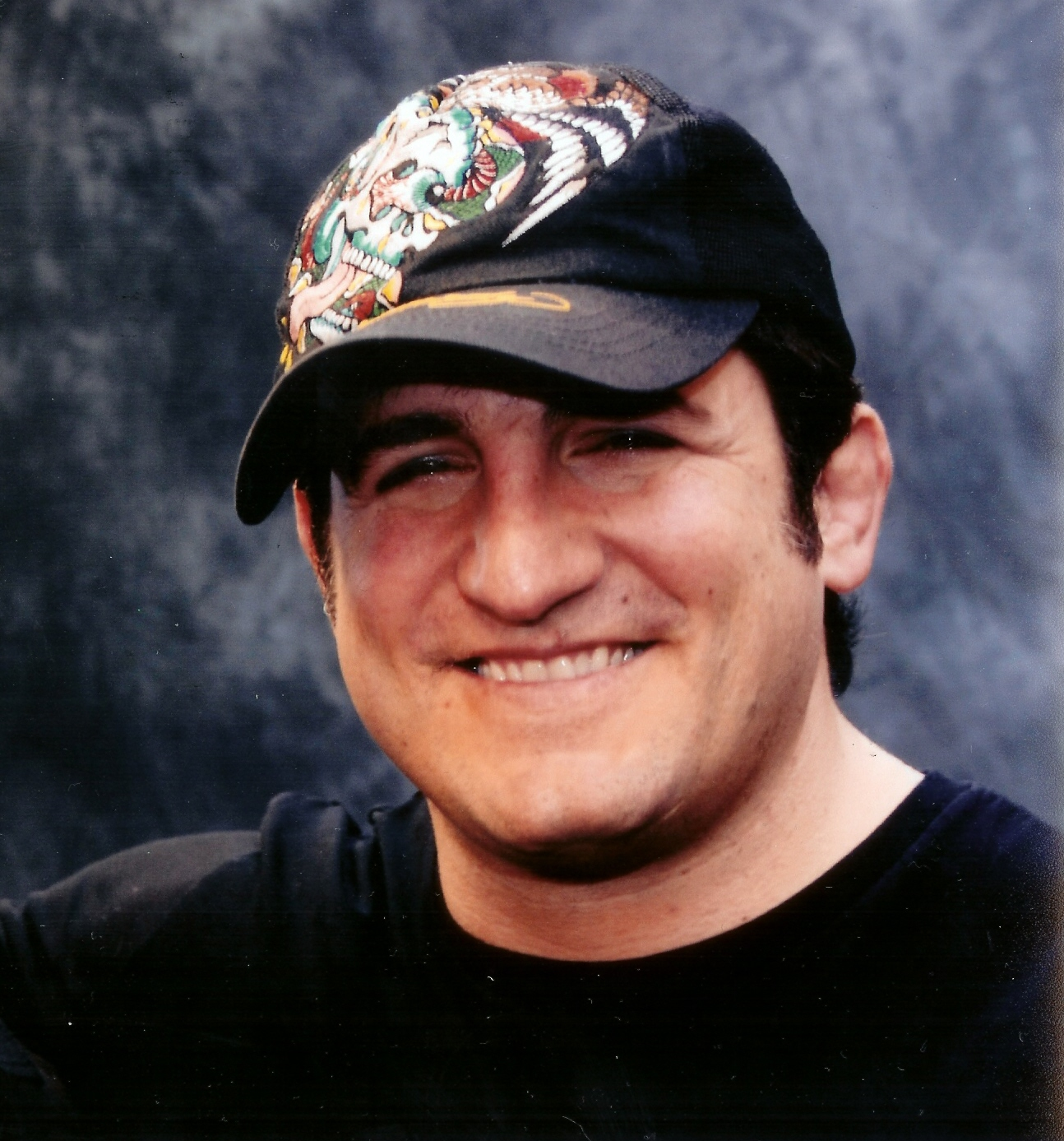
글렌 길버티

글렌 길버티(Glenn Gilbertti, 1968년 11월 12일 ~ )는 미국의 프로레슬선수다. 디스코 인페르노(Disco Inferno)라는 링네임으로도 잘 알려져 있다. 키는 185cm 몸무게는 108kg이다.